# Champs de Chinguetti
Chinguetti est un gisement pétrolier repéré au large de la Mauritanie par la compagnie australienne Woodside en 2001.  
Relativement modeste en taille (initialement, les réserves prouvées et probables ont été évaluées à 123 Mbbl) a néanmoins son importance : il marque la première découverte commerciale dans le pays, ouvrant une nouvelle région d'exploration pétrolière en offshore profond.
La production a commencé en mars 2006 et s'est arrêtée en 2017. Le débit nominal de 70 kbbl/j n'a été maintenau que très peu de temps, et la production a rapidement décliné aux environs de 30 kbbl/j. Ce déclin imprévu, dû à des pénétrations d'eau dans certains puits, a amené les opérateurs à réduire de plus de 50 % leur estimation de réserve. De nouveaux puits doivent être forés.
Un gisement de plus petite taille, Tevet, a été découvert au voisinage et sera très probablement rattaché à la même plate-forme flottante.